# Diocesi di Boise City
La diocesi di Boise City (in latino Dioecesis Xylopolitana) è una sede della Chiesa cattolica negli Stati Uniti d'America suffraganea dell'arcidiocesi di Portland. Nel 2022 contava 202.690 battezzati su 1.839.106 abitanti. È retta dal vescovo Peter Forsyth Christensen.

## Territorio
La diocesi comprende l'intero stato dell'Idaho.
Sede vescovile è la città di Boise, dove si trova la cattedrale di San Giovanni Evangelista.
Il territorio si estende su 221.514 km² ed è suddiviso in 50 parrocchie.

## Storia
Il vicariato apostolico del territorio dell'Idaho fu eretto il 3 marzo 1868 con il breve Summi apostolatus di papa Pio IX, ricavandone il territorio dall'arcidiocesi di Oregon City (oggi arcidiocesi di Portland). Comprendeva per intero il territorio dell'Idaho, costituito all'epoca anche dalla parte del Montana a ovest dello spartiacque delle Montagne Rocciose.
Il 5 marzo 1883 cedette la parte del Montana al vicariato apostolico del Montana (oggi diocesi di Helena).
Il 25 agosto 1893 il vicariato apostolico è stato elevato a diocesi e ha assunto il nome attuale in forza del breve Romani Pontifices di papa Leone XIII.
La nuova diocesi fu resa suffraganea dell'arcidiocesi di Oregon City, che nel 1928 assunse il nome di arcidiocesi di Portland.

## Cronotassi dei vescovi
Si omettono i periodi di sede vacante non superiori ai 2 anni o non storicamente accertati.
- Louis Aloysius Lootens † (3 marzo 1868 - 27 febbraio 1876 dimesso)
  - Sede vacante (1876-1885)
- Alphonse Joseph Glorieux † (27 febbraio 1885 - 25 agosto 1917 deceduto)
- Daniel Mary Gorman † (8 febbraio 1918 - 9 giugno 1927 deceduto)
- Edward Joseph Kelly † (19 dicembre 1927 - 21 aprile 1956 deceduto)
- James Joseph Byrne † (16 giugno 1956 - 19 marzo 1962 nominato arcivescovo di Dubuque)
- Sylvester William Treinen † (19 maggio 1962 - 17 agosto 1988 ritirato)
- Tod David Brown † (27 dicembre 1988 - 30 giugno 1998 nominato vescovo di Orange in California)
- Michael Patrick Driscoll † (18 gennaio 1999 - 4 novembre 2014 ritirato)
- Peter Forsyth Christensen, dal 4 novembre 2014

## Statistiche
La diocesi nel 2022 su una popolazione di 1.839.106 persone contava 202.690 battezzati, corrispondenti all'11,0% del totale.
| anno | popolazione | popolazione | popolazione | presbiteri | presbiteri | presbiteri | presbiteri                | diaconi | religiosi | religiosi | parrocchie |
| anno | battezzati  | totale      | %           | numero     | secolari   | regolari   | battezzati per presbitero | diaconi | uomini    | donne     | parrocchie |
| ---- | ----------- | ----------- | ----------- | ---------- | ---------- | ---------- | ------------------------- | ------- | --------- | --------- | ---------- |
| 1950 | 27.701      | 524.873     | 5,3         | 78         | 61         | 17         | 355                       |         | 17        | 388       | 50         |
| 1959 | 40.216      | 669.885     | 6,0         | 82         | 65         | 17         | 490                       |         | 8         | 341       | 104        |
| 1966 | 47.791      | 700.000     | 6,8         | 104        | 86         | 18         | 459                       |         | 13        | 328       | 59         |
| 1970 | 52.182      | 741.000     | 7,0         | 97         | 80         | 17         | 537                       |         | 20        | 285       | 65         |
| 1976 | 64.499      | 820.000     | 7,9         | 105        | 80         | 25         | 614                       |         | 31        | 200       | 66         |
| 1980 | 70.416      | 915.960     | 7,7         | 104        | 84         | 20         | 677                       | 12      | 28        | 143       | 67         |
| 1990 | 70.942      | 1.012.000   | 7,0         | 107        | 85         | 22         | 663                       | 29      | 28        | 123       | 71         |
| 1999 | 122.640     | 1.250.000   | 9,8         | 105        | 90         | 15         | 1.168                     | 34      | 6         | 103       | 58         |
| 2000 | 126.650     | 1.258.700   | 10,1        | 94         | 81         | 13         | 1.347                     | 31      | 18        | 99        | 57         |
| 2001 | 130.500     | 1.310.000   | 10,0        | 91         | 78         | 13         | 1.434                     | 34      | 17        | 94        | 57         |
| 2002 | 130.750     | 1.340.000   | 9,8         | 91         | 79         | 12         | 1.436                     | 51      | 17        | 99        | 57         |
| 2003 | 133.950     | 1.342.100   | 10,0        | 92         | 78         | 14         | 1.455                     | 51      | 21        | 96        | 55         |
| 2004 | 145.900     | 1.351.000   | 10,8        | 89         | 76         | 13         | 1.639                     | 49      | 20        | 95        | 51         |
| 2006 | 148.100     | 1.417.800   | 10,4        | 90         | 76         | 14         | 1.645                     | 69      | 20        | 91        | 51         |
| 2012 | 172.434     | 1.567.582   | 11,0        | 93         | 78         | 15         | 1.854                     | 70      | 20        | 75        | 52         |
| 2015 | 177.335     | 1.612.136   | 11,0        | 89         | 73         | 16         | 1.992                     | 85      | 19        | 66        | 52         |
| 2018 | 185.232     | 1.683.930   | 11,0        | 94         | 75         | 19         | 1.970                     | 93      | 22        | 61        | 50         |
| 2020 | 202.690     | 1.787.065   | 11,3        | 95         | 71         | 24         | 2.133                     | 94      | 35        | 53        | 51         |
| 2022 | 202.690     | 1.839.106   | 11,0        | 123        | 92         | 31         | 1.647                     | 101     | 42        | 51        | 50         |